# Stenopus hispidus
Il gambero pulitore a bande (Stenopus hispidus Olivier, 1811) è una specie di gambero della famiglia Stenopodidae.

## Habitat e distribuzione
Specie cosmopolita tipica dei mari tropicali, reperibile su ambiente corallino in grotte o ambienti bui da pochi metri fino a circa 30 metri di profondità.

## Descrizione

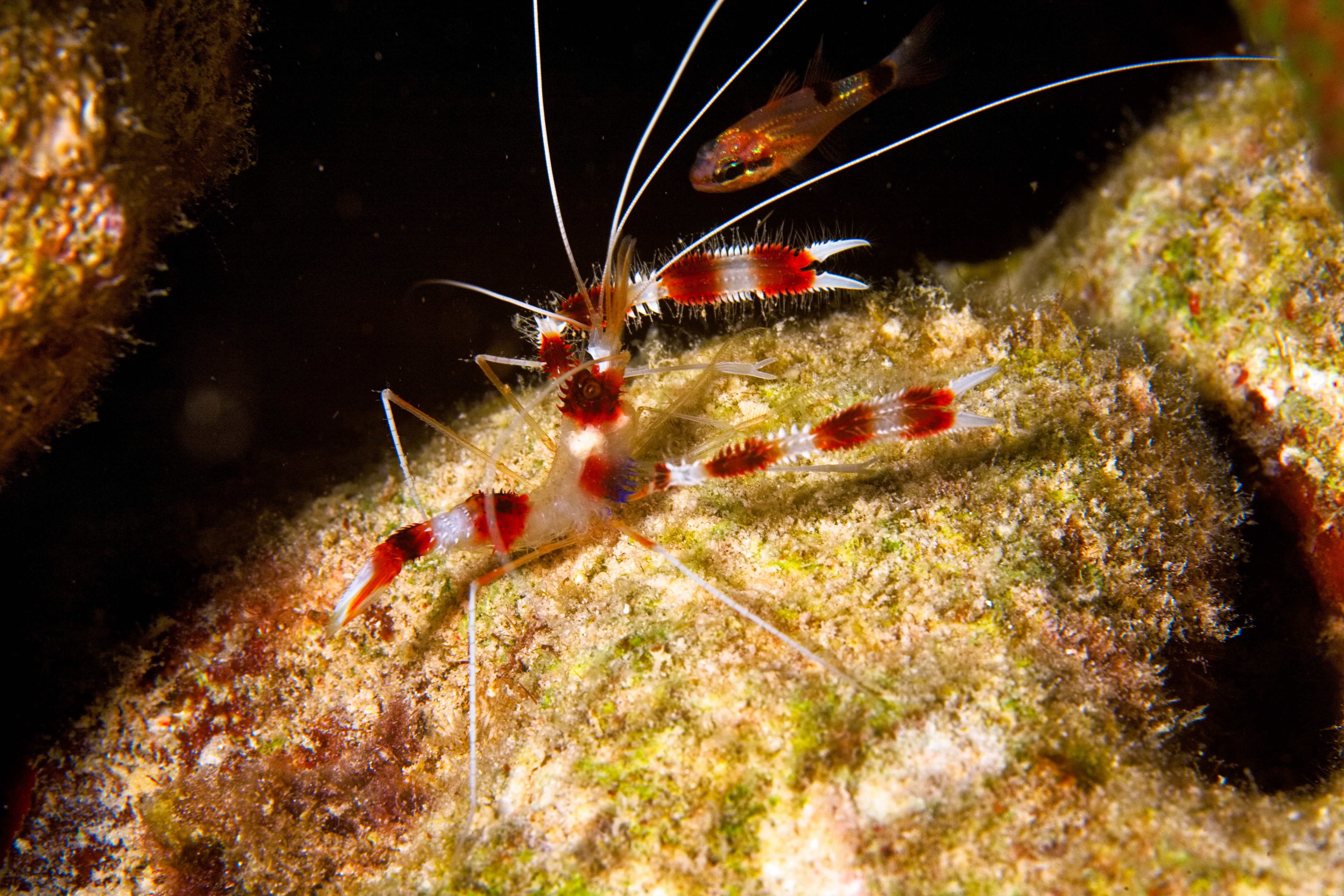
S. hispidus

Corpo con bande bianche alternate a rosse-viola. Zampe spesso trasparenti. Dotato di tre paia di chele, con antenne molto lunghe di colore bianco. Fino a 7 centimetri.

## Alimentazione e comportamento
Specie tipicamente sciafila, abitualmente reperibile come gambero pulitore di pesci quali murene o cernie. Vive in coppie stabili in cui il maschio fornisce cibo anche alla femmina, di dimensioni inferiori.

## Riproduzione
In questa specie le uova vengono trattenute dalla femmina al di sotto del suo addome. Ne schiudono minuscole larve che attraversano diversi stadi prima di raggiungere la fase adulta.